# Bemberg (Mangfallgebirge)
Der Bemberg ist ein 929 m ü. NHN hoher nördlicher Vorberg des Rohnbergs am Rand des Mangfallgebirges. Die Nordseite des Berges ist Viehweide, während der Gipfelbereich und der südliche Teil bewaldet ist. Der höchste Punkt ist nur weglos erreichbar.

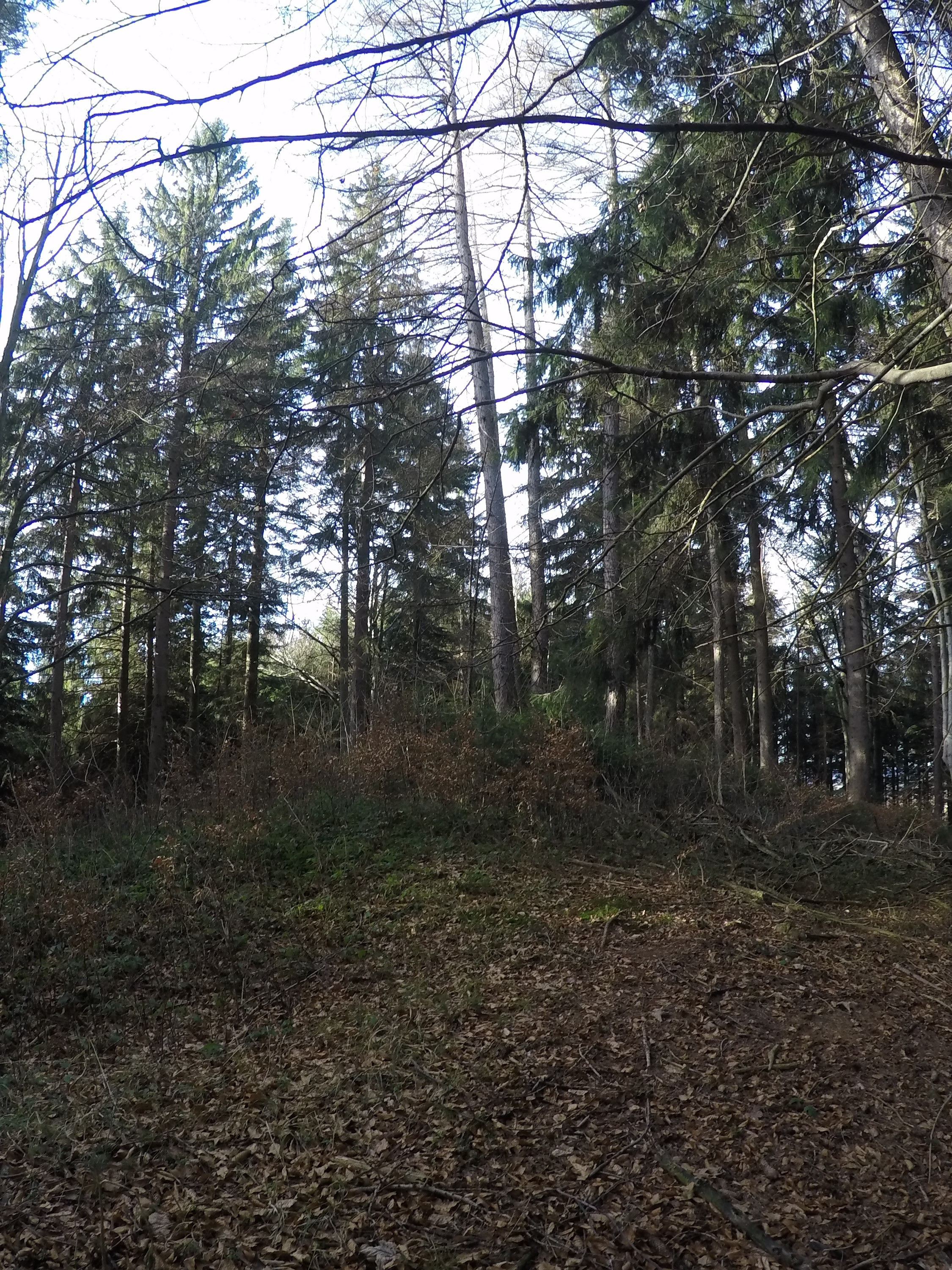
Gipfelbereich des Bemberg